# Gabriela Onetto
Gabriela Onetto (Montevideo, 28 de octubre de 1963) es una licenciada en Filosofía y escritora uruguaya, creadora de propuestas de motivación literaria y exploración personal, virtuales y presenciales.

## Biografía
Aunque nació en Uruguay, creció en México, país donde residiría durante dos largos períodos: el primero en infancia y adolescencia/primera juventud; el segundo durante la vida adulta. Estudió en el Colegio Madrid de Ciudad de México para posteriormente licenciarse en Filosofía por la Universidad de la República en Montevideo (Generación 83). Allí fundó una pequeña productora de video, trabajando de guionista y editora antes de dedicarse a la literatura.
Fue socia del también uruguayo Mario Levrero en Letras Virtuales (talleres de motivación literaria por Internet según didáctica de Levrero) hasta la muerte del escritor en 2004, labor que ella continuaría dirigiendo en solitario y que diera lugar a lo que ella misma denominaría método no metódico de la escuela según Levrero. También lleva adelante sus propias propuestas de motivación literaria y exploración personal en torno a la autobiografía, los sueños y la mitología como estímulos creativos.
Es coordinadora de talleres de motivación literaria, presenciales y por Internet, desde el 2000. Vivió en las ciudades de Guanajuato y Querétaro antes de tener a su hijo Astor y regresar nuevamente a Uruguay en abril de 2005.

## Premios y distinciones
- 2014,  Intendencia de Montevideo: Ganadora del Premio Juan Carlos Onetti de poesía por el libro Espiar/Expiar
- TCQ/Te Cuento Que (7), concurso de minificciones organizado por el programa La máquina de pensar, Biblioteca Nacional y Antel: Una de las diez menciones otorgadas (2013)
- Bayer Schering Pharma/ Ediciones Santillana (Uruguay): Mención por el relato La pistolera en el Primer Concurso Internacional de Cuentos "Historias de mujeres con hormonas" (2007)
- Fondo Estatal para la Cultura y las Artes de Guanajuato/ CONACULTA (México): Beneficiaria del programa “Estímulos a la creación y al desarrollo artístico/Creadores con trayectoria” para escribir la novela La ciudad encantada (2003)
- Lange-Taylor Prize/Duke University/ The Center for Documentary Studies (Estados Unidos): Semifinalista en conjunto con el fotógrafo Ricardo Antúnez por el ensayo ficcionado La Comedia Latinoamericana: turistas y pobladores en América Latina (2003)
- Premio Platero/ Club del Libro en Español/Naciones Unidas (Suiza): Única mención de honor otorgada, al cuento El espíritu del tango (1997)
- Fundación Lolita Rubial/ Intendencia Municipal de Lavalleja/ Ediciones de la Banda Oriental: Ganadora del Quinto Premio Nacional de Narrativa “Narradores de la Banda Oriental” (1997)
- Intendencia de Montevideo/ Concurso Literario Municipal: Mención de honor al libro Errores de los ángeles y otras leyendas (1996)
- Premio Nacional de Literatura y Artes Plásticas El Búho 2001 (México): Segundo lugar para Los funerales dobles (2002)
- Intendencia de Montevideo/ Gran Premio 1997: Mención de honor al libro Pobres dioses y pobres diablos (1997)
- Segundo Concurso Nacional de Poesía Líber Falco: Primer premio (1996)

## Obra
- Espiar/Expiar (poesía). Editorial Banda Oriental. Montevideo, 2015.
- Montagú (novela). Editorial Trópico Sur. Montevideo, 2014.
- El papel y el placer (antología). Editorial Irrupciones. Montevideo, 2013 (con traducción al portugués, O papel e o prazer, Editorial Beca. Sao Paulo, 2014).
- TCQ/7 (antología de 100 minificciones seleccionadas). Editorial La Máquina de Pensar. Montevideo, 2013.
- 22 mujeres + (antología). Editorial Irrupciones. Montevideo, 2013.
- Historia de mujeres con hormonas (antología). Editorial Aguilar/Santillana. Montevideo, julio de 2008.
- El mar de Leonardi y otras humedades (relatos). Ediciones de la Banda Oriental. Montevideo, enero de 1998
- La Comedia Latinoamericana: turistas y pobladores en América Latina (CD Rom). Gris Ediciones. Montevideo: septiembre de 2003
- Textos literarios en revistas: Marejada (Piriápolis/noviembre de 1996), Posdata (Montevideo/marzo de 1997), Universo de El Búho (México/septiembre de 2002), El Petit Journal (México/enero y agosto de 2005), Dixit (UCU, Montevideo, septiembre de 2007)
- Columna mensual, El otro monte, en la revista mexicana Replicante
- Blog El libro de los pedacitos mágicos (creado en 2004, a raíz de la muerte de Mario Levrero).